# Chaos Seed
Chaos Seed (カオスシード 風水回廊記?, Chaos Seed: Fūsui Kairōki) è un videogioco di ruolo sviluppato da Neverland e pubblicato nel 1996 da Taito per Super Nintendo Entertainment System. Nel 1998 il titolo ha ricevuto una conversione per Sega Saturn.

## Trama
Un eremita taoista deve costruire labirinti per rigenerare un pianeta i cui abitanti, fraintendendo le sue intenzioni, tentano di distruggere il suo lavoro.

## Sviluppo
Le modalità di gioco di Chaos Seed sono basate sul videogioco Herzog Zwei, sebbene il titolo condivida caratteristiche con Dragon Buster e la serie di videogiochi Lufia. La grafica del gioco è ispirata a The Legend of Zelda: A Link to the Past, mentre per quanto riguarda la trama sono presenti influenze dal manga La Fenice e dal racconto Fiori per Algernon.